# Seve van Ass
Severiano „Seve“ Boris van Ass (* 10. April 1992 in Rotterdam) ist ein niederländischer Hockeyspieler und Olympiasieger.

## Karriere
Van Ass begann beim HV Victoria Hockey zu spielen und wechselte mit 16 Jahren zum HGC Wassenaar, bei dem sein Vater als Trainer arbeitete. 2011 gewann er mit dem Verein die Euro Hockey League gegen den spanischen Club de Campo Villa de Madrid, bevor er zwei Jahre später vom HC Rotterdam, dem amtierenden Meister der Hoofdklasse, unter Vertrag genommen wurde. Für die Champions Trophy und die Europameisterschaften wurde van Ass in den Kader der Niederländischen Nationalmannschaft berufen und wurde bei beiden Wettkämpfen von 2011 bis 2013 jeweils einmal Zweiter und Dritter. Bei einem Ligaspiel während seiner ersten Saison in Rotterdam wurde er von Valentin Verga mit dem Stock im Gesicht getroffen, verlor zehn Zähne und brach sich den Kiefer. Als Konsequenz des folgenden Diskurses führte der niederländische Hockeyverband eine Mundschutzpflicht ein. Bei den Weltmeisterschaften, die 2014 in seinem Heimatland ausgetragen wurden, zog seine Mannschaft ins Finale ein, in dem sie mit 1:6 gegen Australien unterlagen. Außerdem siegte er mit den Niederlanden bei der erstmals ausgetragenen Hockey World League. 2015 gewann van Ass seinen ersten Titel bei den Kontinentalmeisterschaften, bevor er im Jahr darauf sein Debüt bei den Olympischen Spielen gab und durch die Niederlage gegen Deutschland im Spiel um Platz 3 knapp eine Medaille verfehlte. 2017 verteidigte er mit der Nationalmannschaft den Titel bei den Europameisterschaften durch einen 4:2-Sieg gegen die belgische Mannschaft. Im folgenden Jahr kehrte van Ass zum HGC Wassenaar zurück, erspielte die Bronzemedaille bei der Champions Trophy und scheiterte im Endspiel der Weltmeisterschaften im Penaltyschießen an Belgien. 2019 verpasste er mit der Nationalmannschaft, als deren Kapitän er für das Turnier ernannt wurde, mit dem dritten Platz die Titelverteidigung bei den Kontinentalmeisterschaften und beendete die Hockey Pro League unter den besten drei. Zwei Jahre später wurde van Ass zum dritten Mal Europameister, als sie die deutsche Auswahl im Penaltyschießen bezwingen konnten. Außerdem nahm er erneut an den Olympischen Spielen teil, die in Tokio ausgetragen wurden, die Niederlande schied jedoch zum ersten Mal seit 1984 bereits im Viertelfinale aus. Im Jahr darauf triumphierte van Ass mit dem Nationalteam bei der Hockey Pro League vor Belgien und Indien. Bei den Olympischen Spielen 2024 in Paris gewann er die Goldmedaille.
Seve van Ass bestritt bis zum 8. August 2024 236 Länderspiele, in denen er 29 Tore erzielte.